# 日萬河

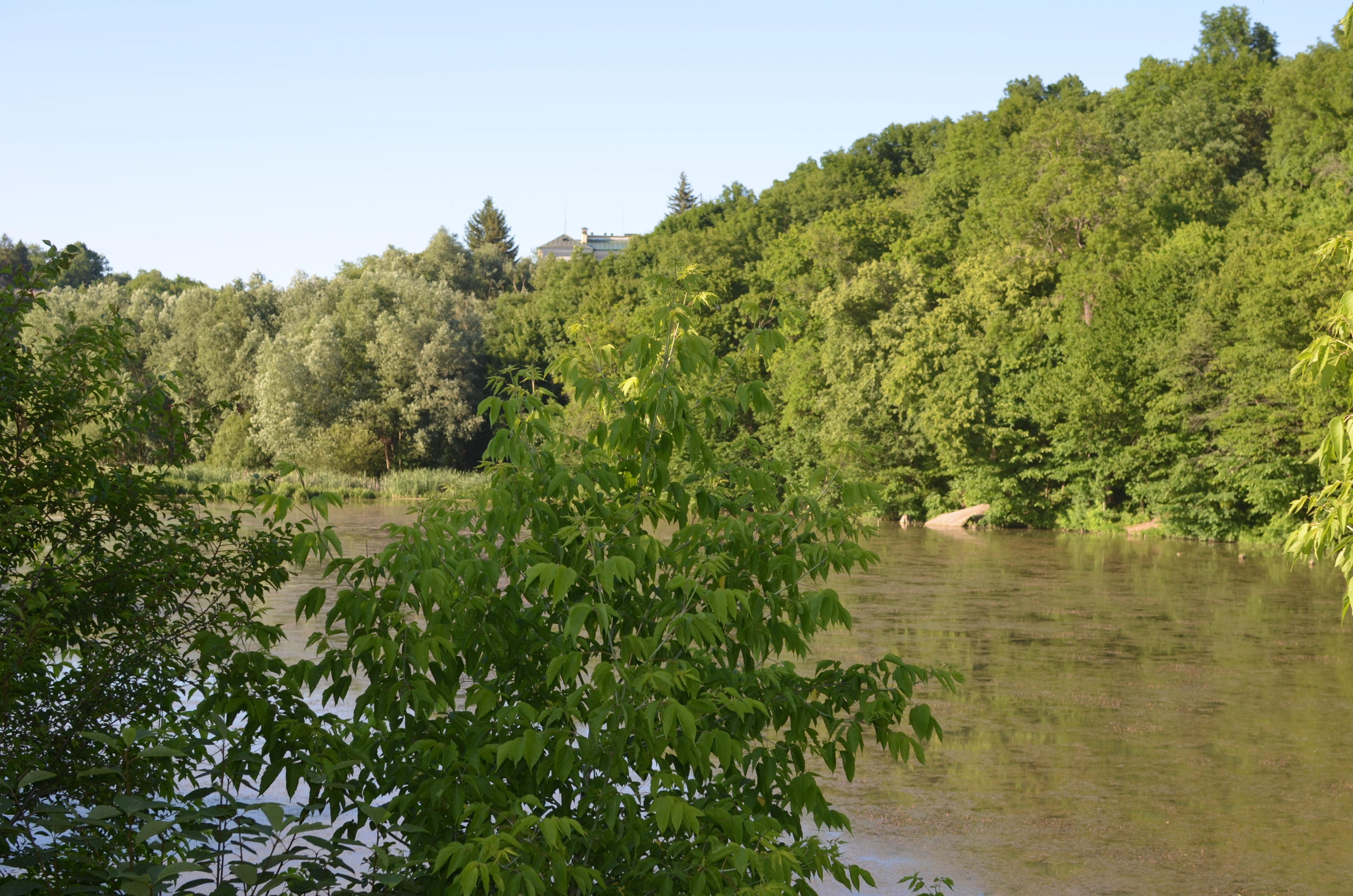

日萬河（烏克蘭語：Жван），是烏克蘭的河流，位於該國西南部，屬於德涅斯特河的支流，發源自皮德利斯尼亞爾圖什基夫，流經文尼察州，河道全長48公里，流域面積570平方公里。